# Цетановое число
Цетановое число — характеристика воспламеняемости дизельного топлива, определяющая период задержки горения рабочей смеси (то есть свежего заряда), промежуток времени от впрыска топлива в цилиндр до начала его горения. Чем выше цетановое число, тем меньше задержка и тем более спокойно и плавно горит топливная смесь.

## Характеристика
Цетановое число численно равно объёмной доле цетана (С16Н34, гексадекана), цетановое число которого принимается за 100, в смеси с α-метилнафталином (цетановое число которого, в свою очередь, равно 0), когда эта смесь имеет тот же период задержки воспламенения, что и испытуемое топливо в тех же условиях. Именно такая формулировка была принята в первой версии метода ASTM D613 выпуска 1941 года.
В новых версиях ASTM D613, начиная с 1962 года, для смешения используется не α-метилнафталин, а 2,2,4,4,6,8,8-гептаметилнонан, иногда называемый ГМН (англ. HMN) или изоцетан, которому присвоено цетановое число 15. В ГОСТ 3122 до сих пор предписывается использовать смесь н-гексадекана и α-метилнафталина. Для исключения α-метилнафталина из ASTM D613 было несколько причин: во-первых, он легко образует пероксиды, которые меняют цетановое число основанных на нём смесей, во-вторых, возникло подозрение, что он обладает канцерогенным действием. Он также обладает неприятным запахом, и его сложно получить в достаточно чистом виде.
Когда дизельное топливо характеризуется такой же воспламеняемостью, определённой на опытном двигателе (ASTM D613, EN 5165, ISO 5165, ГОСТ 3122), что и модельная смесь этих двух углеводородов, цетановое число данного топлива считается равным % доли цетана в этой смеси. Чем оно больше, тем лучше воспламеняемость смеси при сжатии.
Оптимальную работу современных дизельных двигателей обеспечивают дизельные топлива с цетановым числом от 45 до 55. При цетановом числе меньше 40 резко возрастает задержка горения (время между началом впрыскивания и воспламенением топлива) и скорость нарастания давления в камере сгорания, увеличивается износ двигателя. Стандартное топливо характеризуется цетановым числом 48-51, а топливо высшего качества (премиальное) имеет цетановое число 51-55. Согласно российским стандартам и стандарту Таможенного Союза (ГОСТ Р 52368-2005, ГОСТ 32511-2013), цетановое число летнего и зимнего дизтоплива должно быть не менее 48 единиц, согласно ГОСТ 305—2013 — не менее 45 единиц. Кроме того, технические условия для зимних сортов с депрессорными присадками разрешают выпуск арктического топлива с цетановым числом не менее 40.
Премиальное дизельное топливо более лёгкое, содержит больше легковоспламеняющихся лёгких фракций и поэтому более пригодно для запуска двигателя в холодную погоду. Кроме того, отношение водорода к углероду в лёгких фракциях выше, поэтому при сгорании такого дизельного топлива образуется меньше дыма.
При цетановом числе больше 60 снижается полнота сгорания топлива, возрастает дымность выхлопных газов, повышается расход топлива.
Цетановое число зависит от группового состава топлива (доли парафинов, олефинов, нафтенов, ароматики). Парафины, способные к самовоспламенению при низких температурах, являются полезным компонентом дизельного топлива. Неразветвлённые алифатические углеводороды воспламеняются при низкой температуре и давлении, тогда как более прочные молекулы — например, ароматические углеводороды — требуют более жёстких условий для воспламенения.

## Измерение цетанового числа
Цетановое число, определённое на опытном двигателе типа Уокешо (ASTM D 613, EN 5165, ISO 5165), ранее было единственным надёжным методом определения цетанового числа. В России разрешалось также использовать ГОСТ 3122, в котором добавлялась отечественная установка ИДТ-90, не прошедшая международных испытаний на воспроизводимость результатов.
Несмотря на то, что метод с использованием стандартного двигателя до сих пор считается арбитражным, у него есть ряд серьёзных недостатков:
- громоздкое, дорогостоящее и шумное оборудование, требующее специально оборудованного машзала;
- большой объём пробы, уходящей на один анализ (до 1 л);
- большая длительность анализа (иногда — до нескольких часов);
- низкие показатели прецизионности.

В связи с этим в отрасли постоянно ведутся исследования, направленные на поиск альтернатив моторным методам определения цетанового и октанового числа.

### Прямые методы определения цетанового числа
Имеется ряд немоторных методов прямого определения задержки воспламенения. В этом случае применяется не одноцилиндровый двигатель с переменной степенью сжатия, а камера постоянного объёма. С 2009 года в EN590 и соответствующий российский ГОСТ Р 52368-2005 введён метод задержки воспламенения EN 15195 (ГОСТ Р ЕН 15195-2011), который показывает хорошую сходимость с моторным методом при улучшении точности, воспроизводимости и сокращении теста до 20 мин.
Основной проблемой измерения цетанового числа немоторными методами является сильное влияние состава дизельного топлива. Приборы по методу ГОСТ Р ЕН 15195-2011 (и аналогичные ASTM D7170 и ASTM D6890) не всегда правильно определяют цетановое число для топлив сложного состава — например, для биодизеля. Это связано с тем, что разные компоненты топлива воспламеняются с разной скоростью,— то есть, возникает необходимость измерять условия в камере сгорания не в одной временной точке, а в нескольких.
В марте 2014 года вышел новый стандарт ASTM D7668, описывающий более эффективный метод определения получаемого цетанового числа с измерением задержки воспламенения в нескольких точках. В 2015 году этот метод принят под обозначением EN 16715, в октябре 2017 г. он включён в ТУ на дизельное топливо «евро» EN 590.

### Непрямые методы определения цетанового числа
Непрямые методы определения цетанового числа в основном опираются на анализ компонентного состава. В основном это различного рода инфракрасные спектрометры, однако есть примеры и успешного использования для этой цели хроматографии и масс-спектрометрии. Инфракрасные экспресс-анализаторы необходимо перекалибровывать при любом изменении состава дизельного топлива — например, при его смешении с биодизелем. Кроме того, они неспособны работать с топливом, в которое добавлены улучшители цетанового числа.